# Конради, Евгения Ивановна
Евгения Ивановна Конради (урожденная Бочечкарова; 1838, Москва — 1898, Париж) — русская писательница, журналистка, публицистка и переводчица. Деятель российского женского движения и поборница высшего образования для женщин.

## Биография
Родилась в дворянской семье. Получив хорошее домашнее образование, в 1858 году поступила в московское женское училище на должность классной дамы и преподавательницы английского языка.
На рубеже 1850—1860-х годов Евгения Ивановна переехала в Петербург и вышла замуж за врача и журналиста П. Ф. Конради. С этого периода началась её литературная деятельность.

## Литературно-публицистическая деятельность
Вначале Е. Конради занималась переводами с французского и немецкого языков. В 1865 году в «Русском слове» была опубликована её первая оригинальная статья «Развитие рабства в Америке».
Через некоторое время Е. И. Конради вошла в ряды активно работавших журналистов. С 1866 года она — активная сотрудница нового журнала «Женский вестник», где вела хронику женского движения на Западе, печаталась рядом с Г. Успенским, П. Л. Лавровым, В. А. Слепцовым.
С 1869 года занималась редактированием еженедельной газеты «Неделя». Опубликовала ряд обзоров жизни заграничного общества.
В 1869 году вместе с П. А. Гайдебуровым и Ю. А. Росселем стала собственницей этой газеты. Помещала статьи о воспитании, женском равноправии, рабочем вопросе в «Вестнике Воспитания и обучения» и «Северном Вестнике». В 1872 году совместно с литератором П. А. Гайдебуровым выпустила сборник «Русские общественные вопросы».
В 60-х годах XIX века Евгения Конради наряду с Марией Трубниковой, Надеждой Стасовой и Анной Философовой выступала одним из лидеров женского движения. 2 января 1868 года Конради от имени кружка женщин обратилась с письмом к первому съезду русских естествоиспытателей, собравшемуся в Петербурге, и публично поставила вопрос о необходимости высшего женского образования. Записку зачитал секретарь съезда Андрей Бекетов. Съезд выразил сочувствие идее. Это стало началом публичной кампании, приведшей к открытию высших женских курсов в России. 
В 1872 г. редактором «Недели» стал И. И. Рагосин. Различия во взглядах привели к конфликтам Конради с Рагосиным. В 1874 году она прекратила своё сотрудничество с газетой. Вынужденный отказ от любимого дела привёл и к материальным трудностям: большую часть своей последующей жизни Конради нуждалась в деньгах. В 1885 году последовал новый удар — смерть от чахотки сына-студента, сразившая его в Швейцарии, куда мать привезла его для лечения. С тех пор Евгения Ивановна больше не возвращалась в Россию. Она умерла в Париже, в общественной больнице.
После её смерти, в 1899 году были опубликованы сочинения Евгении Конради в двух томах. В первом томе — её главный труд «Исповедь матери», во втором — статьи из периодических изданий.

## Избранная библиография
- Исповедь матери (1876).
- Общественные задачи домашнего воспитания. Книга для матерей (1883).
- Чёрные богатыри. Жизнь рудокопов под землей (1884).